# Messor beduinus
Messor beduinus är en myrart som beskrevs av Carlo Emery 1922. Messor beduinus ingår i släktet Messor och familjen myror. Inga underarter finns listade i Catalogue of Life.